# Yuri Rubinsky Memorial Award
Yuri Rubinsky Memorial Award (dawniej SoftQuad Award for Excellence) - doroczna nagroda przyznawana przez Yuri Rubinsky Insight Foundation, za wieloletni wkład w rozwój globalnej infrastruktury informacyjnej. Nagrodzie towarzyszy czek na 10 tys. USD.
Laureaci:
- 1995 - Vint Cerf
- 1996 - Douglas Engelbart
- 1997 - Gregg Vanderheiden
- 1998 - Ted Nelson
- 1999 - Richard Stallman